# Astathes splendida
Astathes splendida är en skalbaggsart som först beskrevs av Fabricius 1793.  Astathes splendida ingår i släktet Astathes och familjen långhorningar. Inga underarter finns listade.